# Poiana Teiului
Poiana Teiului là một xã thuộc hạt Neamț, România. Dân số thời điểm năm 2002 là 5207 người.